# 模拟验证
模拟验证（英語：analog verification）是对模拟电路、混合信号电路、射频集成电路以及系統單晶片功能进行验证的工作流程。人们逐渐意识到模拟验证的重要程度，关于模拟验证的技术讨论于2005年开始。当时，大型混合信号集成电路中的模拟部分变得十分复杂，以至于在模拟部分中尚大量存在功能错误的芯片被设计出来，这些问题都阻碍了集成电路正确工作。